# Загородье (Тверская область)
Загородье — деревня в Рыбинском сельском поселении Максатихинского района Тверской области России.
Расположена в 12 километрах севернее Максатихи, непосредственно на берегу реки Мологи. Деревня расположена в две улицы. Названий улицы не имеют. Левая часть деревни в 10 домов на пригорке называется также хутором. Всего в деревне более 70 домов. Местных жителей 13 человек (на июль 2015 года).

## Название
Предположительно название Загородье произошло от сочетания «за городом». В IX—XIII веках в южной части деревни, на месте кладбища, располагался город, упоминаемый в разных источниках под названиями «Городище» и «на Молозе Городец». Поселение было обследовано археологом Ю. Н. Урбаном, который обнаружил лепную и гончарную керамику IX—XIII веков. Особую известность среди историков Городище приобрело благодаря найденному там кладу куфических монет VIII—IX веков.
Городище внесен в Перечень объектов исторического и культурного наследия общероссийского значения Указом Президента РФ № 176 от 20.02.1995.

## История
Первые упоминания Загородья связаны с IX веком. По одной из легенд здесь поселились бежавшие из Новгорода холопы. Во времена Татаро-монгольского ига эти земли были полностью разорены. Хотя какая-то жизнь теплилась до голода и чумы середины XVII века. История современного Загородья начинается примерно с середины XVII века, когда на эти земли произошло массовое переселение карелов с Онежского озера.

### XIX век
Наиболее полно жизнь Загородья XIX века описывает Сергей Георгиевич Петровский, сын священника Георгия Гавриловича Петровского (с 1871 года священник Спасо-Преображенской церкви Загородья). По описанию С. Г. Петровского «…в 60-е годы XIX века Загородье было глухим медвежьим углом. Это был лесной, редко населённый край, далеко отстоящий даже от таких небольших захудалых провинциальных городов как Бежецк и Вышний Волочек.»
Важным событием в истории Загородья является строительство церкви. В 1868 году строительство было окончено и храм был освящен.
Также одним из важнейших событий был пожар 1884 года. Это было летом сразу после Петрова дня, 2 июля по старому стилю. В Загородье выгорело более 30 домов. Источником пожара была прохудившаяся труба в доме одной бобылки. Крыши домов были крыты соломой, изредка тёсом, улица была узкая, дома стояли близко друг другу. Поэтому сгорели оба посада от церкви до рва.
В Загородье не было крепостного права и помещиков. В целом было экономическое равенство крестьян. Безусловно, были более зажиточные семьи с несколькими взрослыми работниками и были совсем одинокие бобыли, ведущие бедный образ жизни. Тверской Епархиальный статистический сборник 1901 года указывает, что в Загородье в то время было 68 дворов, проживало 174 мужчины и 181 женщина.

### XX век, советские времена
В советские времена Загородье было большой и процветающей деревней. На заре коллективизации местные крестьяне трудились в колхозе «Загородье», позже появился колхоз на несколько деревень «Победитель» уже с Правлением колхоза в деревне Ручки.
В 40—70-е годы XX века в Загородье функционировала начальная школа. Преподавали в ней супруги Емельяновы. Директором школы был Емельянов Георгий Емельянович. В деревне был клуб, собирающий по вечерам местную молодёжь. На постоянной основе действовал магазин. В 1970-х годах была построена новая дорога от Максатихи до Загородья. В отличие от старой лесной дороги, проходящей вдоль берега, новая была широкая, прямая, позволяющая ездить грузовому транспорту, включая крупные лесовозы. Около деревни была ферма для коров и конюшня. В 1980-х годах ферма была перестроена, оснащена автоматизированной системой подачи воды и доильными аппаратами. В двух зданиях фермы размещалось до 200 коров. Поля вокруг деревни активно использовались, выращивали рожь, пшеницу, лён, горох, кукурузу.
В послевоенные годы отъезд крестьян в города был затруднен, поэтому вплоть до 1970-х годов уезжала незначительная часть населения. Существенно ситуация изменилась в конце 1970-х годов, когда уехало подавляющее большинство молодёжи. Следующее поколение, рождённое в конце 1970-х и 1980-х годах приезжали в Загородье в гости на лето к бабушкам. Поэтому летнее население Загородья зачастую превышало зимнее в несколько раз.

### XXI век
Несмотря на полное исчезновение колхозов и отъезда целого поколения в города, Загородье остается одной из перспективных деревень Максатихинского района. В 1999 году в деревне проложен асфальт. Позже установлен таксофон с мобильной связью. Есть сигнал сотовой связи основных мобильных операторов, зона покрытия сигналом 3G. В 2013 году была проведена полная замена всех электрокоммуникаций. Текущая экономика Загородья поддерживается за счёт жителей Москвы, Санкт-Петербурга, Твери, купивших здесь дома для дачного использования.
До 2014 года деревня входила в состав Ручковского сельского поселения.

## Население
| 1859 | 2002 | 2010 |
| ---- | ---- | ---- |
| 240  | ↘38  | ↘25  |

## Церковь
В 1868 году была построена деревянная Спасо-Преображенская церковь. Более 145 лет церковь непрерывно, включая советские времена, действовала. Пожар в ночь с 7 на 8 января 2015 года полностью уничтожил церковь.

## Соседние деревни
- Ручки (4 км)
- Паржа (1 км)
- Горка (1,5 км)
- Коргово (5 км)
- Хабары (2 км, на другом берегу Мологи)
- Мокшицы (3 км, на другом берегу Мологи)